# Paul Wegener (gauleiter)
Pour les articles homonymes, voir Wegener.
Paul Wegener est un homme politique allemand, membre du NSDAP, né le 1er octobre 1908 à Varel et mort le 5 mai 1993 à Wächtersbach.
De 1942 à 1945, il est Gauleiter de Weser Ems.

## Biographie
Adhérent du NSDAP à partir de 1930, il entre dans la SA ; à l'issue d'une carrière rapide, il est responsable de la SA pour la ville de Brême.
En 1940, il quitte la SA pour la SS. Membre de la Leibstandarte SS Adolf Hitler, il participe à la campagne de Grèce en 1941. En 1942, il est nommé Gauleiter de l'Oldenbourg.
Après la mort de Hitler, il joue un rôle dans le gouvernement de Flensburg comme chef de cabinet de Dönitz, avec rang de secrétaire d'État. Arrêté avec les autres membres du gouvernement le 23 mai 1945, il est emprisonné jusqu'en 1951. Libéré, il est engagé par diverses entreprises de commerce de bois.